# 柱野駅
柱野駅（はしらのえき）は、山口県岩国市柱野にある、西日本旅客鉄道（JR西日本）岩徳線の駅である。

## 歴史
- 1934年（昭和9年）12月1日：山陽本線岩国駅（現・西岩国駅） - 高水駅間の新線（岩徳線の前身）開業に伴い設置[2]。
  - 当時の所在地表示は山口県玖珂郡師木野村大字柱野であった[1]。
- 1944年（昭和19年）10月11日：山陽本線の岩国駅（1942年に麻里布駅から改称） - 櫛ケ浜駅間が元の柳井駅経由に戻されたため、岩徳線の所属となる[3]。
- 1961年（昭和36年）6月6日：貨物取扱廃止[1]。
- 1982年（昭和57年）3月10日：荷物扱い廃止[4]。駅員無配置駅となる[5]。
- 1987年（昭和62年）4月1日：国鉄分割民営化により西日本旅客鉄道（JR西日本）に継承[1]。

## 駅構造
島式ホーム1面2線を有する地上駅（列車交換が可能）。錦川の支流（御庄川）の流れる谷あいに位置し、山の斜面に設置されている。岩国駅管理の無人駅である。
列車交換は、森ヶ原信号場 - 西岩国駅間を走行する錦川清流線の列車運行ダイヤとも調整しながら行なわれている。かつては、ホーム上に森ヶ原信号場の分岐器を遠隔操作する信号扱い施設が存在したが、岩徳線のCTC化に伴い撤去された。
改札口は1ヶ所。集札箱があるが、前述のように無人駅のため改札業務は行っていない。
エレベーターやエスカレーターの設備は無く、ホームへの移動手段は階段のみ。跨線橋はなく、改札口とホームの間は上り（岩国方面）線に設けられた構内踏切で連絡されている。警報機と遮断機が設置されており、上り列車の入線時に作動する。
2両編成以上のときは原則として進行方向先頭車両からしか乗降できないので、上り列車に乗車する際は、少なくとも20m以上ホーム上を歩く必要がある。
駅構内には、売店、自動販売機の設置はない。また駅施設外を含め、トイレの設備もない。駅前広場に設置されていたトイレは廃止された。

### のりば
| ホーム         | 路線    | 方向 | 行先           |
| -------------- | ------- | ---- | -------------- |
| 入口側(上り線) | ■岩徳線 | 上り | 岩国方面       |
| 反対側(下り線) | ■岩徳線 | 下り | 玖珂・徳山方面 |

※案内上ののりば番号は設定されていない。

## 利用状況
1日の平均乗車人員は以下の通りである。
| 乗車人員推移 | 乗車人員推移 |
| 年度         | 1日平均人数  |
| ------------ | ------------ |
| 1999         | 84           |
| 2000         | 67           |
| 2001         | 72           |
| 2002         | 80           |
| 2003         | 79           |
| 2004         | 72           |
| 2005         | 72           |
| 2006         | 62           |
| 2007         | 60           |
| 2008         | 55           |
| 2009         | 53           |
| 2010         | 50           |
| 2011         | 53           |
| 2012         | 54           |
| 2013         | 44           |
| 2014         | 37           |
| 2015         | 36           |
| 2016         | 34           |
| 2017         | 36           |
| 2018         | 29           |
| 2019         | 33           |
| 2020         | 27           |
| 2021         | 23           |
| 2022         | 24           |

## 駅周辺
御庄川沿いにある駅。駅前に商店や金融機関（ATMを含む）は無く、国道や山口県道にも接していない。
- 師木野郵便局 - 当駅から約1.1km
- 御庄川
- いわくにバス「柱野駅」停留所 - 駅には乗り入れない。御庄川を渡った所に停留所がある。

## 隣の駅
西日本旅客鉄道（JR西日本）
■岩徳線
川西駅 - （森ヶ原信号場） - 柱野駅 - 欽明路駅